# Expedición Guergué
La expedición Guergué fue el intento de revitalizar la guerra en Cataluña por parte del mando carlista con la entrada de una columna procedente de Navarra bajo el mando del general Juan Antonio Guergué.

## Antecedentes
La rebelión estalló después de la convocatoria de las Cortes el 20 de junio de 1833 cuando el pretendiente don Carlos, refugiado en Portugal, se negó a jurar lealtad a María Cristina de Borbón-Dos Sicilias y el uno de octubre, apoyado por Miguel I de Portugal, reclama su derecho al trono. En la práctica la rebelión empezó el día dos en Talavera de la Reina cuando los voluntarios realistas locales proclamaron a Carlos rey de España iniciando una serie de insurrecciones de guerrilleros, exmilitares y voluntarios, asumiendo en muchos casos el control del gobierno municipal. 
En Cataluña los caudillos carlistas, con experiencia militar de la guerra de la Independencia y la guerra de los Agraviados, disponían de partidas con pocos efectivos y estaban descoordinados, mal armados y sin un líder capacitado, y la rebelión de José Galcerán y Escrigàs en Prats de Llusanés fue sofocada por el capitán general Llauder el 5 de octubre. 
En Morella Rafael Ram de Víu y Pueyo proclamó rey a Carlos V el 13 de noviembre, a pesar de que fue ocupada por fuerzas liberales el 10 de diciembre, y derrotado en la batalla de Calanda, a la muerte, fusilado, de Ram de Víu. Manuel Carnicer asumió la jefatura militar del ejército carlista en el Bajo Aragón y el Maestrat.
Carnicer intentó unir las fuerzas del Maestrazgo con las que operaban en el Principado y extender la revuelta en el valle del Segre y el Urgel pero fue derrotado en la acción de Mayals.

## La expedición
Juan Antonio Guergué comandó una expedición en Cataluña con intención de unificar las fuerzas catalanas. El 8 de agosto de 1835 sale de Estella al frente de 2.700 hombres mientras el general Pastors, al frente del ejército de Cataluña, encomendó a los generales Manuel Gurrea y Joseph Conrad la interceptación de los carlistas.
Travesía Navarra, llegando a Huesca el 16 de agosto, dejando a Santocildes comandando la guarnición de la ciudad, que abandonó con la llegada del brigadier liberal Gurrea. Pasando por Barbastro, a Roda de Isábena  derrotó una columna procedente de Benasque.
A finales de agosto entró en Cataluña, seguido por el general Bernelle, pasando por Lérida el 25 de agosto[4], intentando entrar en Olot sin conseguirlo en septiembre y octubre, y llega triunfando a Gerona con numerosos nuevos voluntarios que se le han ido añadiendo durante la marcha, y deja organizadas las fuerzas catalanas en cuatro zonas: división de Gerona con Mataró y Vich, división de Manresa, división de Lérida y división de Tarragona, con un total de más de 24.000 hombres, mientras la revuelta se iba extendiendo, con los asedios de La Granadella[4] y Guimerá.
El septiembre, los legionarios de Conrad se habían reagrupado en Balaguer para interceptar Guergué en su regreso en Navarra, y tomando las posiciones carlines de Gerri y Puebla de Segur, donde  hubo una batalla[8] el 6 de noviembre. El 22 de noviembre cruzó el Cinca, dispersando la caballería liberal que había salido a su encuentro, y se dirigió de nuevo a Barbastro, ninguno donde se dirigía Conrad a cortarle el paso, luchando en la batalla de Angüés, y después volvió a Navarra pasando cerca de Huesca.

## Consecuencias
La guerra de guerrilla continuó en Cataluña hasta 1837, con la toma de Berga y la llegada de la Expedición Real, que permitió ocupar un territorio contiguo.